# Dick Dowling
Richard „Dick“ Dowling (* 12. Dezember 1938 in Waterford; † 30. März 2024 ebenda) war ein irischer Politiker der Fine Gael. Er war von Mai bis November 1982 Mitglied im Seanad Éireann und von November 1982 bis 1987 Teachta Dála (Abgeordneter) im Dáil Éireann.
Dowling wurde 1974 für den Bereich Piltown in den Kilkenny County Council gewählt. Diesen Sitz konnte er bis 2009 handelt. Bei den Wahlen zum Dáil Éireann 1981 war er im Wahlkreis Carlow–Kilkenny Kandidat, konnte jedoch keinen Sitz erringen. Auch bei der folgenden Wahl im Februar 1982 war er nicht erfolgreich. Stattdessen wurde er über die Arbeitsliste in den Seanad Éireann gewählt. Den Sitz im Dáil Éireann konnte er dann im November 1982 erringen.
Dowling war mit Máirín verheiratet und hatte mit ihr sechs Kinder. 